# روز هانگول
روز الفبای کره‌ای معروف به روز هانگول ( کره‌ای: 한글날) در کره جنوبی و روزِ چوسان‌گول (Chosŏn'gŭl، کره‌ای: 조선글날) در کره شمالی، روز بزرگداشتِ ملی کره‌ای به مناسبت اختراع و انتشارِ خط هانگول (한글)، الفبای کره‌ای، توسط سجونگ کبیر، پادشاه کره‌ایِ سده پانزدهم است. این روز، نهم اکتبر در کره جنوبی و ۱۵ ژانویه در کره شمالی است. به استثنای سال‌های ۱۹۹۰ تا ۲۰۱۲، زمانی که دولت روزهای کاری را برای تسریع رشد صنعتی به حداکثر رساند، روز هانگول، از سال ۱۹۷۰ جزو تعطیلات ملی و رسمی در کره جنوبی بوده است.

## منبع
1. ↑  "한글날".